# Forêt tropicale humide de Harapan
La forêt tropicale humide de Harapan est une zone de 98 555 hectares située dans la province de Jambi, dans l'île de Sumatra en Indonésie. La Société royale britannique pour la protection des oiseaux milite pour la plantation d'un million de nouveaux arbres afin de renouveler la forêt en raison de la richesse de sa faune, qui est vulnérable à l'industrie forestière.

## Faune et flore
Bien qu'elle ait été exploitée de manière sélective dans les années 1970, la forêt est toujours considérée comme l'une des plus riches en biodiversité de la planète, contenant environ 20% des forêts de plaine restantes de Sumatra. Il fournit un habitat à plus de 300 espèces d'oiseaux, ainsi qu'au tigre de Sumatra et à l'éléphant de Sumatra, gravement menacés.

## Préservation

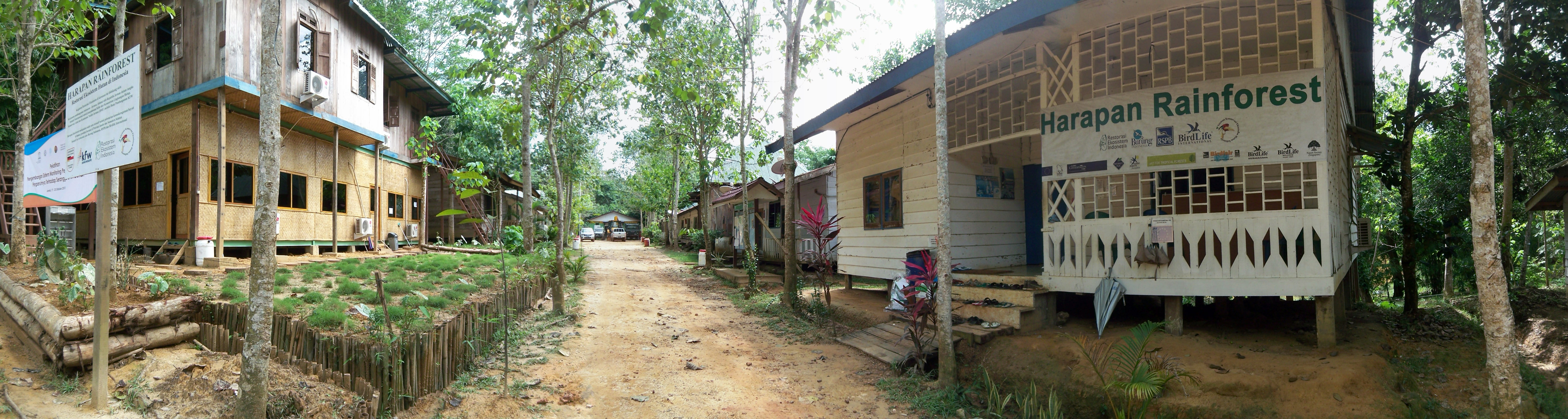
Camp à Harapan

La forêt tropicale humide de Harapan est gérée sous une licence de 95 ans par un groupe d'ONG comprenant Burung Indonesia, Birdlife International et la Société royale pour la protection des oiseaux.

## Menaces
Le projet d'une route de 51 km sur une largeur de 50 mètres à travers la forêt pour permettre à 850 camions de charbon de passer chaque jour est considéré par les organisations de défense de l'environnement comme une menace importante pour la faune et la flore sauvages. On estime que ce projet ferait disparaître 154 hectares de forêt, faciliterait l'accès aux braconniers et bûcherons illégaux et fragmenterait l'habitat du tigre de Sumatra.
La conversion de la forêt au palmier à huile par de petits exploitants est une autre menace importante pour la forêt et les objectifs de la restauration des écosystèmes.